# Académie suisse des sciences médicales
Pour les articles homonymes, voir ASSM.
 (décembre 2022).
Si vous disposez d'ouvrages ou d'articles de référence ou si vous connaissez des sites web de qualité traitant du thème abordé ici, merci de compléter l'article en donnant les références utiles à sa vérifiabilité et en les liant à la section « Notes et références ».
L'Académie suisse des sciences médicales (ASSM) est une organisation suisse fondée en 1943 et ayant son siège à Berne.

## Histoire
En 1943, les cinq facultés de médecine, les deux facultés de médecine vétérinaire et la Fédération des médecins suisses FMH ont fondé l'Académie Suisse des Sciences Médicales comme institution de promotion de la recherche.

## But
Avec ses deux programmes majeurs, « La science médicale et la pratique » et « Médecine et société », l'ASSM se fixe aujourd'hui les priorités suivantes :
- la promotion de la relève scientifique, en particulier dans la recherche clinique ;
- le soutien d'une qualité de recherche élevée en biomédecine et en recherche clinique ;
- le lien entre la médecine scientifique et la pratique ;
- la clarification de questions éthiques en relation avec le progrès médical ;
- la réflexion au sujet de l'avenir de la médecine et ses répercussions sur les individus et la société ;
- l'engagement dans la politique des hautes écoles, de la science et de la formation, combiné avec une activité d'expert et de conseiller à l'attention des politiciens et des autorités.

L’ASSM est membre des Académies suisses des sciences. Les synergies et les compétences sont regroupées au sein de l'association des Académies pour le traitement de questions et de projets communs.

## Organisation
L'ASSM est organisée en tant que fondation, dont le Sénat est l’organe suprême. Le Sénat se compose des délégués, des membres individuels, des membres correspondants et des membres d'honneur, environ 230 personnes au total. Le Comité de direction exécute les décisions du Sénat. Le Secrétariat général, ayant son siège à la Maison des Académies à Berne, exécute les décisions prises par le Comité de direction.
Depuis le 1er novembre 2016 Daniel Scheidegger est le Président de l'ASSM. Le Secrétaire général, Hermann Amstad, dépend directement du Président de l'ASSM.
L'ASSM est soutenue financièrement par la Confédération. Le mandat découle du contrat cadre entre la Confédération et les Académies suisses des sciences ; les détails sont réglés dans l'accord de prestations entre l'ASSM et le Secrétariat d'État à la formation, à la recherche et à l'innovation (SEFRI).

## Fonds et Prix
- Fonds Helmut Hartweg
- Fonds Käthe Zingg-Schwichtenberg
- Fonds Théodore Ott
- Prix Théodore-Ott
- Prix Robert Bing